# Canton de la Châtre
Le canton de la Châtre est une circonscription électorale française située dans le département de l'Indre, en région Centre-Val de Loire.
À la suite du redécoupage cantonal de 2014, les limites territoriales du canton sont remaniées. Le nombre de communes du canton passe de 19 à 34.

## Histoire
Le canton fut créé le 15 février 1790. En 1801,, une modification est intervenue.
Le décret du 18 février 2014, divise par deux le nombre de cantons dans l'Indre. La mise en application a été effective aux élections départementales de mars 2015.
Le canton de la Châtre est conservé et s'agrandit grâce à la fusion avec le canton de Sainte-Sévère-sur-Indre. Il passe de 19 à 34 communes. Le bureau centralisateur est situé à La Châtre.
Lors de ce même décret, les communes de Bommiers, Brives, Condé, Meunet-Planches, Neuvy-Pailloux, Pruniers, Saint-Aubin et Thizay dépendaient avant du canton d'Issoudun-Sud, elles sont a présent rattachées à celui de La Châtre. À l'inverse les communes de Chassignolles, Le Magny et Montgivray n’appartiennent plus a ce canton, mais à celui de Neuvy-Saint-Sépulchre.

## Géographie
Ce canton est organisé autour de la commune de La Châtre. Il est inclus dans les arrondissements de La Châtre (26 communes) et d'Issoudun (8 communes), et se situe de l'est au sud-est du département.
Son altitude varie de 299 m (Vijon) à 456 m (Pouligny-Notre-Dame).
Le canton dépend de la deuxième circonscription législative de l'Indre.

## Représentation

### Conseillers généraux de 1833 à 2015
| Période        | Période   | Identité                         | Étiquette           | Qualité |
| -------------- | --------- | -------------------------------- | ------------------- | --- |
| 1833           | 1876,     | François Charles Delavau         | Majorité dynastique | Député de l'Indre (1842-1851 et 1852-1870) Président du conseil général de l'Indre (1848-1870) Maire de La Châtre                                              |
| 7 janvier 1877 | 1889,     | Philippe Baucheron de Lécherolle | Droite              | Maire de Montgivray |
| 1889           | 1904      | Raoul Richer-Delavau             | Conservateur        | Maire de Lacs |
| 1904           | 1919      | Emile Siboulet                   | Républicain         | Ancien Président du Tribunal de première instance du Cher Propriétaire à Saint-Chartier                                                                        |
| 1919           | 1928      | René Lemoine                     | Républicain         | Avocat, agriculteur Maire de Lacs |
| 1928           | 1940      | Louis Champagnat                 | Radical             | Propriétaire-cultivateur Maire de Vicq-Exemplet |
|                |           |                                  |                     | |
| 1942           | 1945      | Georges Chauvet                  |                     | Vétérinaire à La Châtre Conseiller d'arrondissement Nommé Conseiller départemental en 1942                                                                     |
|                |           |                                  |                     | |
| 1945           | mars 1964 | André Chabenat                   | Radical             | Député de l'Indre (1951-1955) Maire de La Châtre (1939-1944 et 1945-1959) Chef d'entreprise artisanale                                                         |
| mars 1964      | mars 1976 | Jean Toury                       | UDR                 | Député de l'Indre (1962-1967) Maire de La Châtre (1959-1971) Négociant                                                                                         |
| mars 1976      | 1986      | Jacques Chauvet (1922-1986)      | MRG puis DVG        | Président du syndicat des éleveurs de chevaux de trait Maire de La Châtre (1971-1977)                                                                          |
| mai 1986       | mars 1994 | René Henriet                     | PS                  | Conseiller municipal de La Châtre Vétérinaire |
| mars 1994      | mars 2015 | Serge Descout,                   | UDF puis UMP        | Directeur régional de coopérative forestière puis gestionnaire de patrimoine Vice-président du conseil général de l'Indre Ancien adjoint au maire de La Châtre |

### Conseillers d'arrondissement (de 1833 à 1940)
Le canton de la Châtre avait deux conseillers d'arrondissement.
| Période                                  | Période      | Identité                                  | Étiquette | Qualité |
| ---------------------------------------- | ------------ | ----------------------------------------- | --------- | --- |
| 1833                                     | 1845         | M. Lecamus Gravière                       |           | Inspecteur des domaines retraité, propriétaire à La Châtre                                                  |
| 1833                                     | 1839         | M. Pajot                                  |           | Officier de la Garde nationale, propriétaire à La Châtre                                                    |
| 1839                                     | 1845         | M. Cuinat Badou                           |           | Conseiller municipal de La Châtre                                                                           |
| 1845                                     | 1848         | François Gource (de) Verneuil (1794-1873) |           | Docteur en médecine, conseiller municipal de La Châtre                                                      |
| 1845                                     | 1848         | Alphonse Fleury (1809-1877)               |           | Avocat à La Châtre                                                                                          |
|                                          |              |                                           |           | |
| 1895                                     |              | M. Naud                                   |           | |
| 1895                                     |              | Philippe Baucheron de Lécherolles         |           | |
|                                          |              |                                           |           | |
| avant 1931                               |              | Jules Blanchard (1872-1951)               |           | Maréchal-ferrant, maire de La Berthenoux                                                                    |
| avant 1931                               |              | Jean Mégret (1866-1951)                   |           | Instituteur, maire de Champillet                                                                            |
| 1931                                     | 1940         | Georges Chauvet                           | Rad.ind.  | Vétérinaire à La Châtre                                                                                     |
| 1937                                     | 1939 (décès) | Louis Deschiens (1874-1939)               | Radical   | Directeur de l'agence des enfants assistés de la Seine, maire de La Châtre (1934-1939)                      |
| 1940                                     |              |                                           |           | Les conseils d'arrondissement ont été suspendus par la loi du 12 octobre 1940 et n'ont jamais été réactivés |
| Les données manquantes sont à compléter. |              |                                           |           | |

### Conseillers départementaux à partir de 2015
| Période élective | Période élective | Mandat | Mandat   | Identité          | Nuance | Nuance | Qualité |
| ---------------- | ---------------- | ------ | -------- | ----------------- | ------ | ------ | --- |
| 2015             | 2021             | 2015   | 2021     | Serge Descout     |        | LR     | Président du conseil départemental de l'Indre Ancien adjoint au maire de La Châtre                                                                                                   |
| 2015             | 2021             | 2015   | 2021     | Michèle Selleron  |        | DVD    | Adjointe au maire de Saint-Août Retraitée des Finances Publiques |
| 2021             | 2028             | 2021   | en cours | François Daugeron |        | DVD    | Garagiste, maire de Sainte-Sévère-sur-Indre, ancien conseiller général (2011-2015), 7e Vice-président délégué aux Grands Investissements, Infrastructures routières et bâtimentaires |
| 2021             | 2028             | 2021   | en cours | Michèle Selleron  |        | DVD    | Conseillère sortante |

### Résultats électoraux

#### Cantonales de 2001
Élections cantonales de 2001 : Serge Descout (UDF) est élu au 1er tour avec 56,77 % des suffrages exprimés, devant Pierre Julien (PRG) (27,42 %), Claudine Walch (VEC) (5,88 %) et Maurice Alavoine (PCF) (4,22 %). Le taux de participation est de 75,44 % (7 855 votants sur 10 412 inscrits).

#### Cantonales de 2008
Élections cantonales de 2008 : Serge Descout (UMP) est élu au 1er tour avec 69,3 % des suffrages exprimés, devant Marianne Puech (PRG) (21,13 %) et Pierre Vautrin (PCF) (9,57 %). Le taux de participation est de 76,01 % (8 002 votants sur 10 528 inscrits).

#### Départementales de 2015
Lors des élections départementales de 2015, le binôme composé de Serge Descout et Michèle Selleron (Union de la Droite) est élu au premier tour avec 57,02 % des suffrages exprimés, devant le binôme composé de Colette Hornuss et Fabrice Le Guiniec (FN) (23,57 %). Le taux de participation est de 57,57 % (7 206 votants sur 12 517 inscrits) contre 53,14 % au niveau départemental et 50,17 % au niveau national.

#### Élections de juin 2021
Le premier tour des élections départementales de 2021 est marqué par un très faible taux de participation (33,26 % au niveau national). Dans le canton de la Châtre, ce taux de participation est de 41,16 % (5 020 votants sur 12 195 inscrits) contre 35,86 % au niveau départemental. À l'issue de ce premier tour, deux binômes sont en ballottage : François Daugeron et Michèle Selleron (DVD, 62,97 %) et Didier Fallet et Marie-Laure Marcou (RN, 20,16 %).
Le second tour des élections est marqué une nouvelle fois par une abstention massive équivalente au premier tour. Les taux de participation sont de 34,36 % au niveau national, 35,86 % dans le département et 41,52 % dans le canton de la Châtre. François Daugeron et Michèle Selleron (DVD) sont élus avec 77,96 % des suffrages exprimés (3 586 voix pour 5 062 votants et 12 192 inscrits),,.

## Composition

### Composition avant 2015

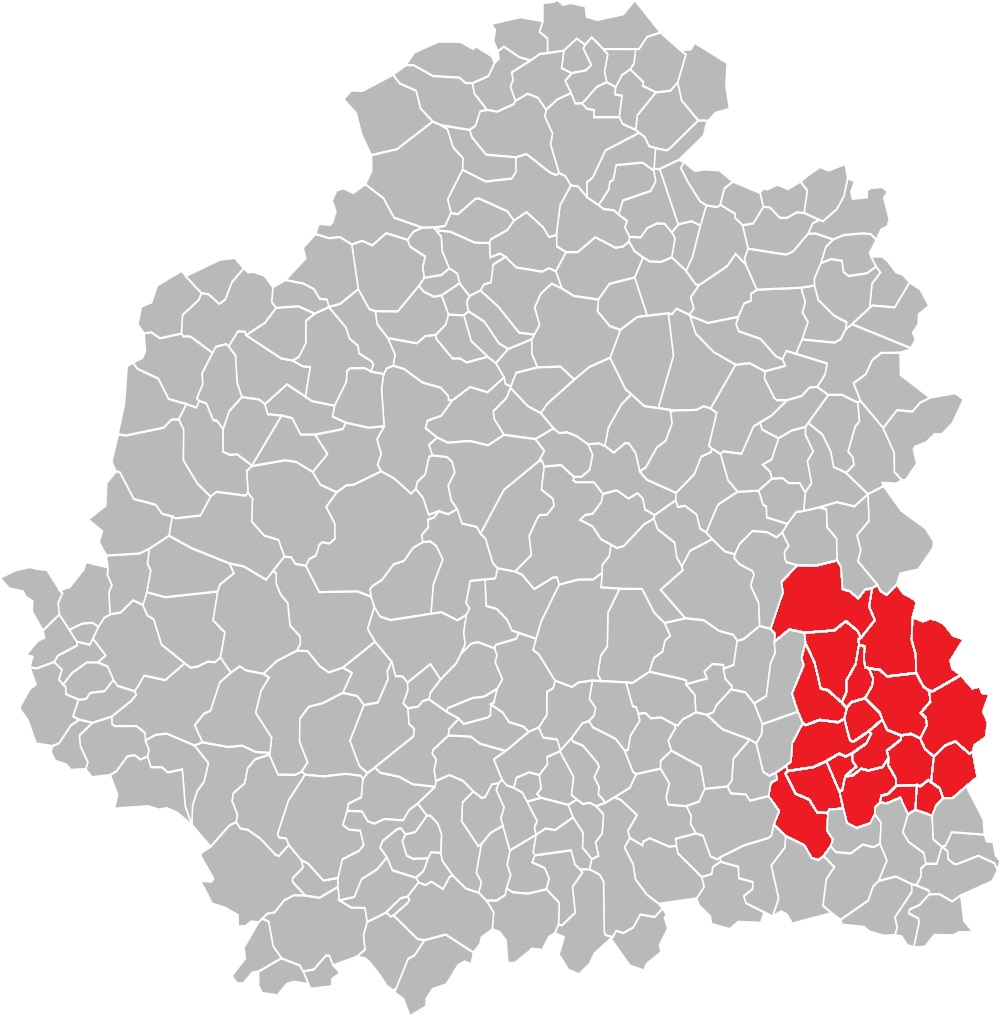
Situation du canton de la Châtre, dans le département de l'Indre, de 1790 à mars 2015.

Le canton de la Châtre, d'une superficie de 426,68 km2, était composé de dix-neuf communes.
| Nom                           | Code Insee | Codepostal | Superficie (km2) | Population (dernière pop. légale) | Densité (hab./km2) |
| ----------------------------- | ---------- | ---------- | ---------------- | --------------------------------- | ------------------ |
| La Châtre (chef-lieu)         | 36046      | 36400      | 6,06             | 4 352 (2012)                      | 718                |
| La Berthenoux                 | 36017      | 36400      | 39,82            | 441 (2012)                        | 11                 |
| Briantes                      | 36025      | 36400      | 23,12            | 608 (2012)                        | 26                 |
| Champillet                    | 36038      | 36160      | 6,94             | 152 (2012)                        | 22                 |
| Chassignolles                 | 36043      | 36400      | 29,94            | 598 (2012)                        | 20                 |
| Lacs                          | 36091      | 36400      | 13,46            | 642 (2012)                        | 48                 |
| Lourouer-Saint-Laurent        | 36100      | 36400      | 11,21            | 259 (2012)                        | 23                 |
| Le Magny                      | 36109      | 36400      | 17,84            | 1 056 (2012)                      | 59                 |
| Montgivray                    | 36127      | 36400      | 25,48            | 1 688 (2012)                      | 66                 |
| Montlevicq                    | 36130      | 36400      | 18,79            | 101 (2012)                        | 5,4                |
| La Motte-Feuilly              | 36132      | 36160      | 5,68             | 40 (2012)                         | 7                  |
| Néret                         | 36138      | 36400      | 19,05            | 217 (2012)                        | 11                 |
| Nohant-Vic                    | 36143      | 36400      | 21,25            | 490 (2012)                        | 23                 |
| Saint-Août                    | 36180      | 36120      | 54,11            | 871 (2012)                        | 16                 |
| Saint-Chartier                | 36184      | 36400      | 27,52            | 574 (2012)                        | 21                 |
| Saint-Christophe-en-Boucherie | 36186      | 36400      | 26,89            | 245 (2012)                        | 9,1                |
| Thevet-Saint-Julien           | 36221      | 36400      | 30,94            | 437 (2012)                        | 14                 |
| Verneuil-sur-Igneraie         | 36234      | 36400      | 9,84             | 340 (2012)                        | 35                 |
| Vicq-Exemplet                 | 36236      | 36400      | 38,74            | 324 (2012)                        | 8,4                |

### Composition après 2015
Le canton de la Châtre, d'une superficie de 785,54 km2, est composé de trente-quatre communes.
| Nom                               | Code Insee | Intercommunalité                 | Superficie (km2) | Population (dernière pop. légale) | Densité (hab./km2) | Modifier                                    |
| --------------------------------- | ---------- | -------------------------------- | ---------------- | --------------------------------- | ------------------ | ------------------------------------------- |
| La Châtre (bureau centralisateur) | 36046      | CC de La Châtre et Sainte-Sévère | 6,06             | 4 038 (2022)                      | 666                | modifier les données · modifier les données |
| La Berthenoux                     | 36017      | CC de La Châtre et Sainte-Sévère | 39,82            | 361 (2022)                        | 9,1                | modifier les données · modifier les données |
| Bommiers                          | 36019      | CC Champagne Boischauts          | 28,38            | 320 (2022)                        | 11                 | modifier les données · modifier les données |
| Briantes                          | 36025      | CC de La Châtre et Sainte-Sévère | 23,12            | 596 (2022)                        | 26                 | modifier les données · modifier les données |
| Brives                            | 36027      | CC Champagne Boischauts          | 19,61            | 239 (2022)                        | 12                 | modifier les données · modifier les données |
| Champillet                        | 36038      | CC de La Châtre et Sainte-Sévère | 6,94             | 126 (2022)                        | 18                 | modifier les données · modifier les données |
| Condé                             | 36059      | CC Champagne Boischauts          | 23,82            | 227 (2022)                        | 9,5                | modifier les données · modifier les données |
| Feusines                          | 36073      | CC de La Châtre et Sainte-Sévère | 12,49            | 208 (2022)                        | 17                 | modifier les données · modifier les données |
| Lacs                              | 36091      | CC de La Châtre et Sainte-Sévère | 13,46            | 655 (2022)                        | 49                 | modifier les données · modifier les données |
| Lignerolles                       | 36095      | CC de La Châtre et Sainte-Sévère | 13,00            | 115 (2022)                        | 8,8                | modifier les données · modifier les données |
| Lourouer-Saint-Laurent            | 36100      | CC de La Châtre et Sainte-Sévère | 11,21            | 250 (2022)                        | 22                 | modifier les données · modifier les données |
| Meunet-Planches                   | 36121      | CC Champagne Boischauts          | 26,73            | 168 (2022)                        | 6,3                | modifier les données · modifier les données |
| Montlevicq                        | 36130      | CC de La Châtre et Sainte-Sévère | 18,79            | 106 (2022)                        | 5,6                | modifier les données · modifier les données |
| La Motte-Feuilly                  | 36132      | CC de La Châtre et Sainte-Sévère | 5,68             | 74 (2022)                         | 13                 | modifier les données · modifier les données |
| Néret                             | 36138      | CC de La Châtre et Sainte-Sévère | 19,05            | 188 (2022)                        | 9,9                | modifier les données · modifier les données |
| Neuvy-Pailloux                    | 36140      | CC Champagne Boischauts          | 41,81            | 1 161 (2022)                      | 28                 | modifier les données · modifier les données |
| Nohant-Vic                        | 36143      | CC de La Châtre et Sainte-Sévère | 21,25            | 451 (2022)                        | 21                 | modifier les données · modifier les données |
| Pérassay                          | 36156      | CC de La Châtre et Sainte-Sévère | 24,19            | 415 (2022)                        | 17                 | modifier les données · modifier les données |
| Pouligny-Notre-Dame               | 36163      | CC de La Châtre et Sainte-Sévère | 33,75            | 641 (2022)                        | 19                 | modifier les données · modifier les données |
| Pouligny-Saint-Martin             | 36164      | CC de La Châtre et Sainte-Sévère | 15,66            | 232 (2022)                        | 15                 | modifier les données · modifier les données |
| Pruniers                          | 36169      | CC Champagne Boischauts          | 49,00            | 497 (2022)                        | 10                 | modifier les données · modifier les données |
| Saint-Août                        | 36180      | CC de La Châtre et Sainte-Sévère | 54,11            | 817 (2022)                        | 15                 | modifier les données · modifier les données |
| Saint-Aubin                       | 36181      | CC Champagne Boischauts          | 28,32            | 151 (2022)                        | 5,3                | modifier les données · modifier les données |
| Saint-Chartier                    | 36184      | CC de La Châtre et Sainte-Sévère | 27,52            | 465 (2022)                        | 17                 | modifier les données · modifier les données |
| Saint-Christophe-en-Boucherie     | 36186      | CC de La Châtre et Sainte-Sévère | 26,89            | 234 (2022)                        | 8,7                | modifier les données · modifier les données |
| Sainte-Sévère-sur-Indre           | 36208      | CC de La Châtre et Sainte-Sévère | 26,03            | 775 (2022)                        | 30                 | modifier les données · modifier les données |
| Sazeray                           | 36214      | CC de La Châtre et Sainte-Sévère | 22,69            | 296 (2022)                        | 13                 | modifier les données · modifier les données |
| Thevet-Saint-Julien               | 36221      | CC de La Châtre et Sainte-Sévère | 30,94            | 395 (2022)                        | 13                 | modifier les données · modifier les données |
| Thizay                            | 36222      | CC Champagne Boischauts          | 16,65            | 229 (2022)                        | 14                 | modifier les données · modifier les données |
| Urciers                           | 36227      | CC de La Châtre et Sainte-Sévère | 19,02            | 239 (2022)                        | 13                 | modifier les données · modifier les données |
| Verneuil-sur-Igneraie             | 36234      | CC de La Châtre et Sainte-Sévère | 9,84             | 343 (2022)                        | 35                 | modifier les données · modifier les données |
| Vicq-Exemplet                     | 36236      | CC de La Châtre et Sainte-Sévère | 38,74            | 321 (2022)                        | 8,3                | modifier les données · modifier les données |
| Vigoulant                         | 36238      | CC de La Châtre et Sainte-Sévère | 9,71             | 99 (2022)                         | 10                 | modifier les données · modifier les données |
| Vijon                             | 36240      | CC de La Châtre et Sainte-Sévère | 21,26            | 289 (2022)                        | 14                 | modifier les données · modifier les données |
| Canton de la Châtre               | 3608       |                                  | 785,54           | 15 721 (2022)                     | 20                 | modifier les données                        |

## Démographie

### Démographie avant 2015
| 1962   | 1968   | 1975   | 1982   | 1990   | 1999   | 2006   | 2011   | 2012   |
| ------ | ------ | ------ | ------ | ------ | ------ | ------ | ------ | ------ |
| 14 567 | 14 464 | 13 611 | 13 493 | 13 325 | 13 254 | 13 463 | 13 511 | 13 435 |

### Démographie depuis 2015
En 2022, le canton comptait 15 721 habitants, en évolution de −3,12 % par rapport à 2016 (Indre : −3 %, France hors Mayotte : +2,11 %).
| 2013   | 2018   | 2022   |
| ------ | ------ | ------ |
| 16 665 | 15 911 | 15 721 |